# HD 330036
HD 330036 (HIP 77662 / CD-48 10371 / ESO 225-1) es una estrella en la constelación de Norma de magnitud aparente +10,6. Su distancia respecto al sistema solar no es bien conocida, estando comprendida entre 1950 y 7500 años luz, siendo más probable el último valor.
HD 330036 es una estrella simbiótica, una clase de estrellas muy escasa de la se conocen menos de 200 representantes. Las estrellas simbióticas son binarias interactuantes cuyas componentes —una gigante fría y una estrella caliente, generalmente una enana blanca— se hallan rodeadas por una nebulosidad. Dentro de este grupo, HD 330036 pertenece al denominado tipo D', en donde la estrella fría tiene tipo espectral F o G.
Si bien el estado evolutivo de la componente fría de HD 330036 es controvertido, sus parámetros son bien conocidos; 650 veces más luminosa que el Sol, su temperatura efectiva es de 6200 ± 150 K.
Ello implica un radio 22 veces más grande que el radio solar, una masa equivalente a 4,46 masas solares y un período de rotación de 10,4 días.
La temperatura de la estrella caliente puede ser de 60.000 K.
Se han identificado tres envolturas en el infrarrojo, de 850 K, 320 K y 200 K de temperatura, con radios de 2,8 × 1013 cm, 4 × 1014 cm, y 1015 cm, respectivamente —adoptando una distancia a la Tierra de 7500 años luz. Curiosamente, todas estas envolturas parecen ser circumbinarias. El análisis del espectro revela que en HD330036 coexisten tanto hidrocarburos aromáticos policíclicos (PAH) como silicatos cristalinos. Los primeros se hallan asociados a la envoltura interna de 850 K, mientras que los segundos se concentran en las otras dos envolturas. Existe una fuerte evidencia de que los silicatos cristalinos están dispuestos en una estructura con forma de disco.